# Juan Julio Amor
Juan Julio Amor y Calzas (c. 1866-1935) fue un profesor y escritor español.

## Biografía
Habría nacido hacia 1866. Amor, que cultivó la crónica histórica, fue autor de unas Curiosidades históricas de la Ciudad de Huete (1904), sobre la localidad conquense de Huete. Más adelante, ya en 1930, las acompañaría de un Apéndice a curiosidades históricas de la ciudad de Huete. Falleció en Carabanchel Bajo en diciembre de 1935.